# Hercules vs. Vampires
Hercules vs. Vampires é uma ópera encomendada pela Opera Theater Oregon de Portland em 2009 para o compositor Patrick Morganelli com libreto em inglês baseada no filme italiano Ercole al centro della Terra (1961). Ele substituiu a trilha sonora original do filme (composta por Armando Trovajoli) por uma trilha operística, e ao mesmo tempo que a película é projetada e o diálogo cantado dubla os atores em ação na tela. A peça teve sua estreia mundial em Portland em maio de 2010, e em abril de 2015 foi encenada pela Los Angeles Opera.